# Jostedal
Het Jostedal (Noors: Jostedalen) is een dal (of vallei) in de provincie Sogn og Fjordane in Noorwegen. Tot 1963 was het tevens een zelfstandige gemeente. De huidige parochiekerk is gebouwd met materiaal van de voorganger.
Het dal begint bij de plaats Gaupne behorende bij de gemeente Luster. Aan het einde van het dal ligt de zijarm Nigardsbreen van de gletsjer Jostedalsbreen. Hier is ook het bezoekerscentrum Breheimsenteret van de gletsjer Jostedalsbreen in het nationaal park Jostedalsbreen.
Er zijn diverse gletsjermeren, zoals onder andere het Nigardsbrevatnet en het Styggevatnet. Er loopt een weg (RV604) door het dal om de gletsjer te bereiken.

## Externe links

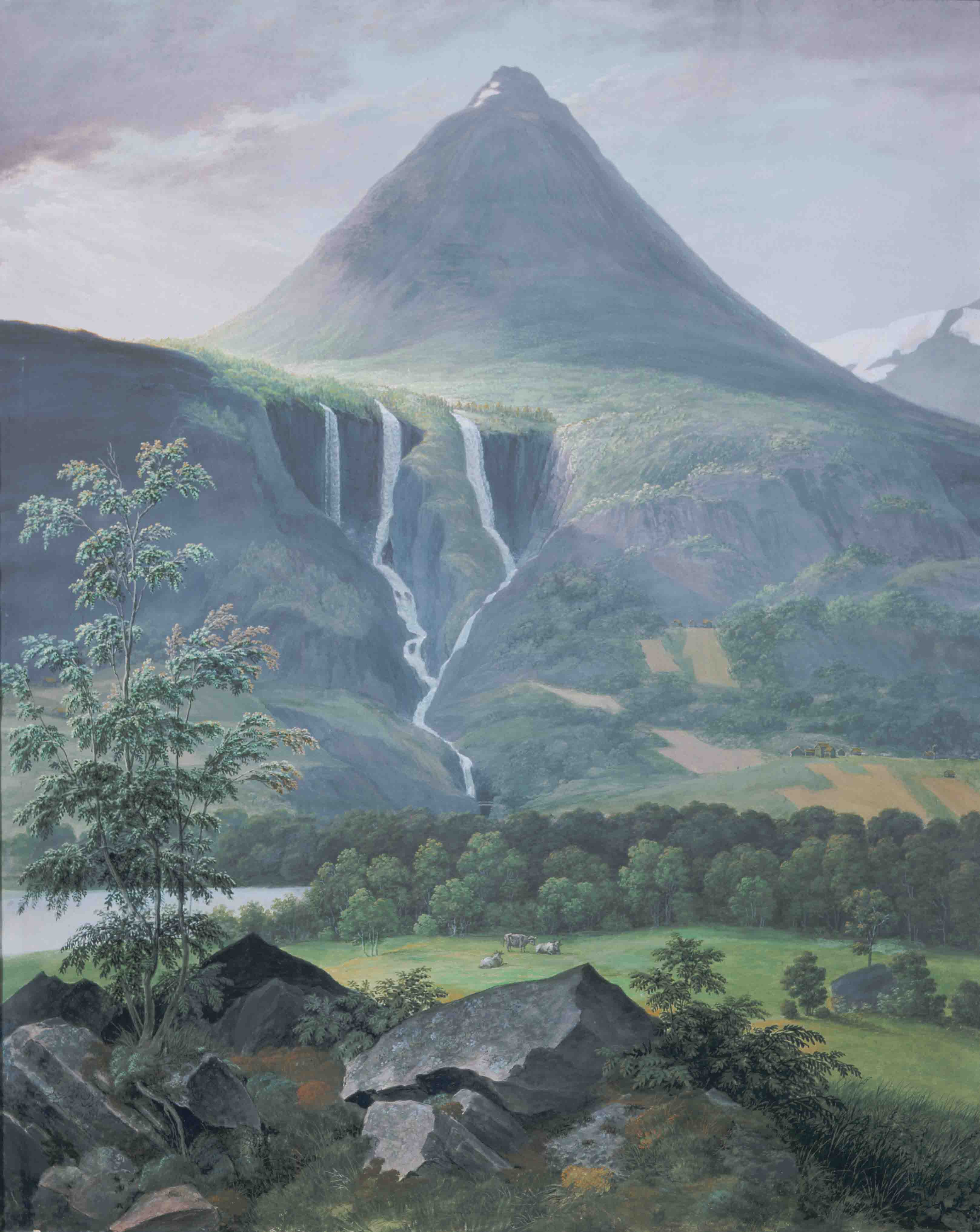
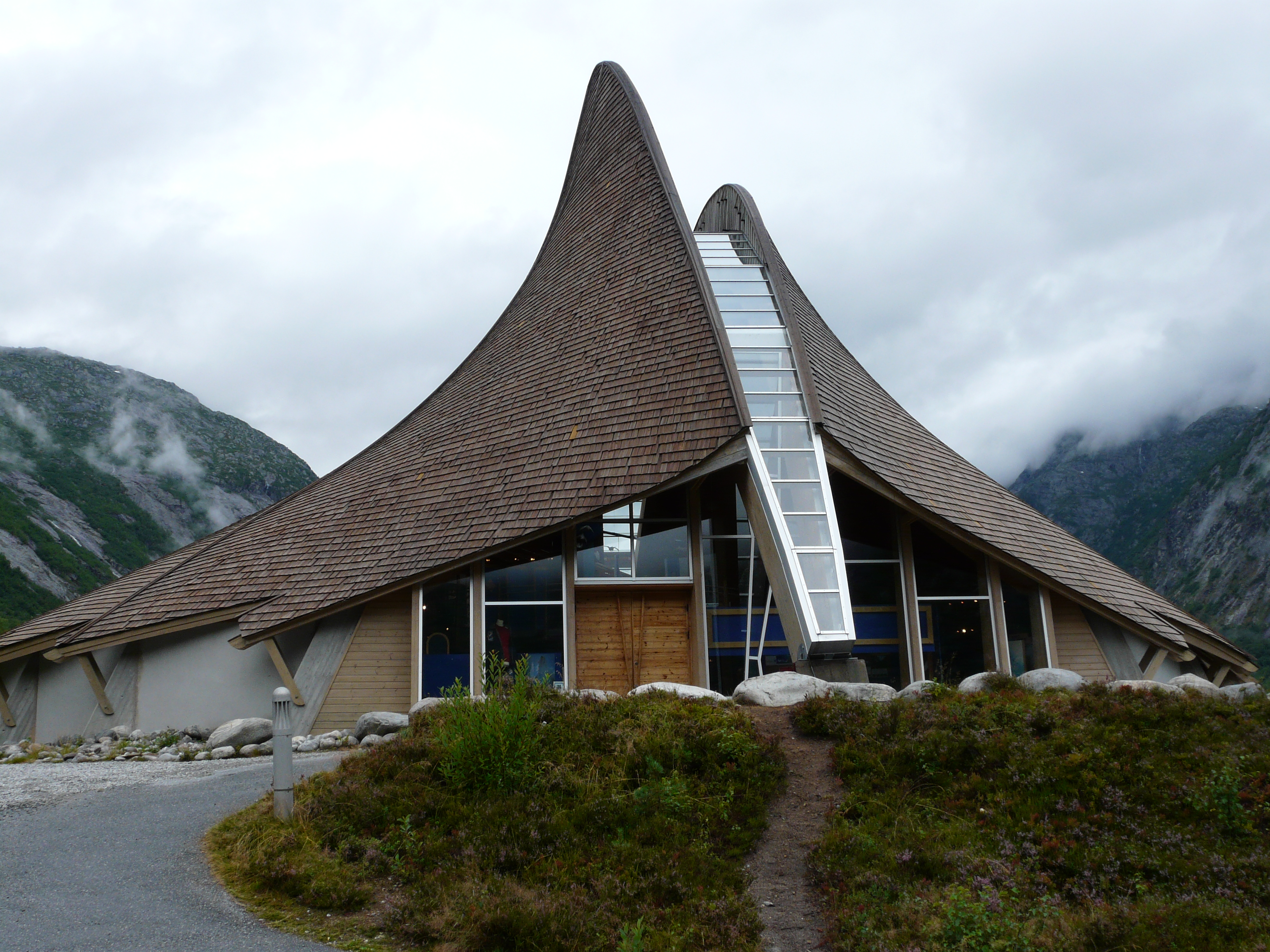
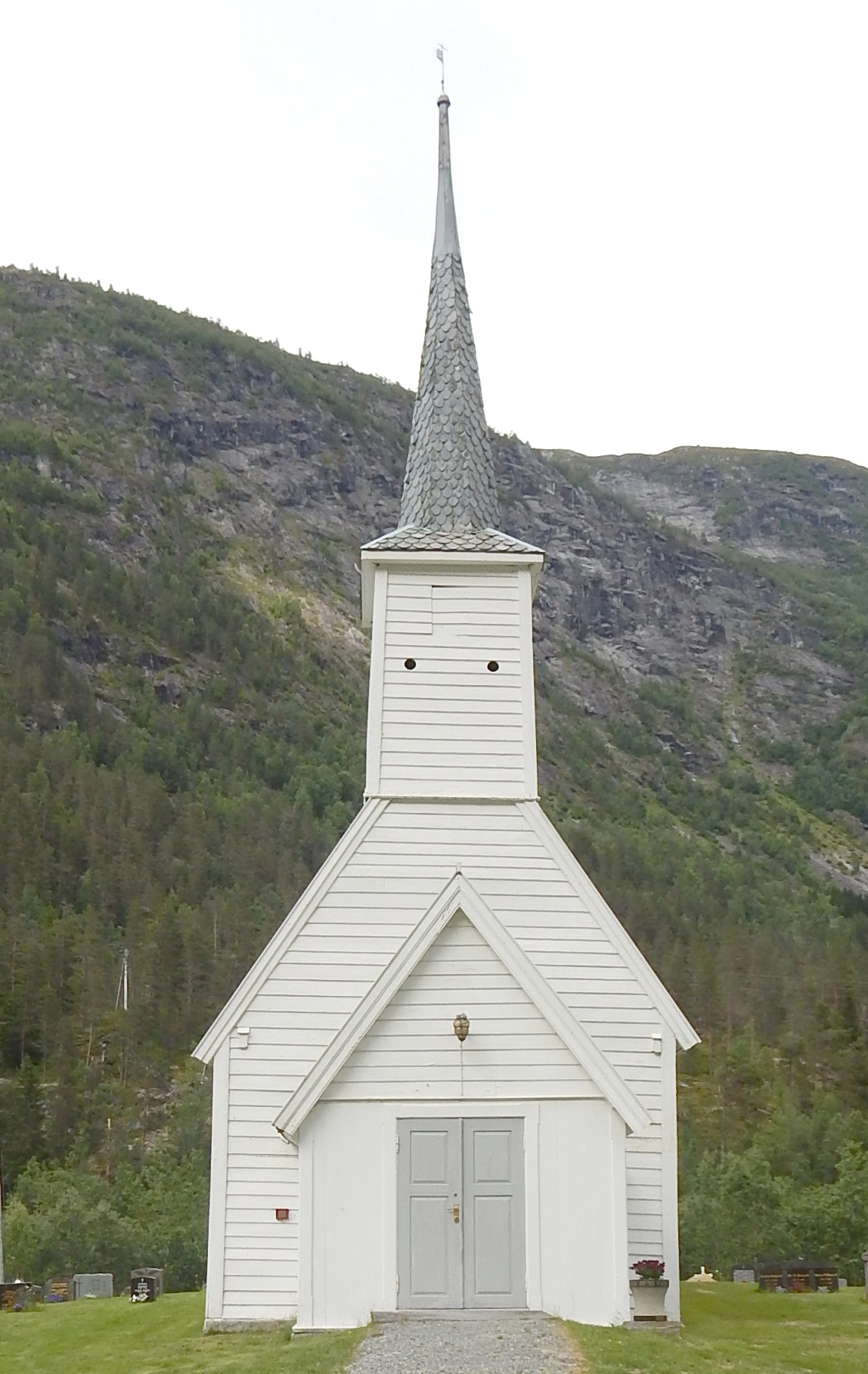
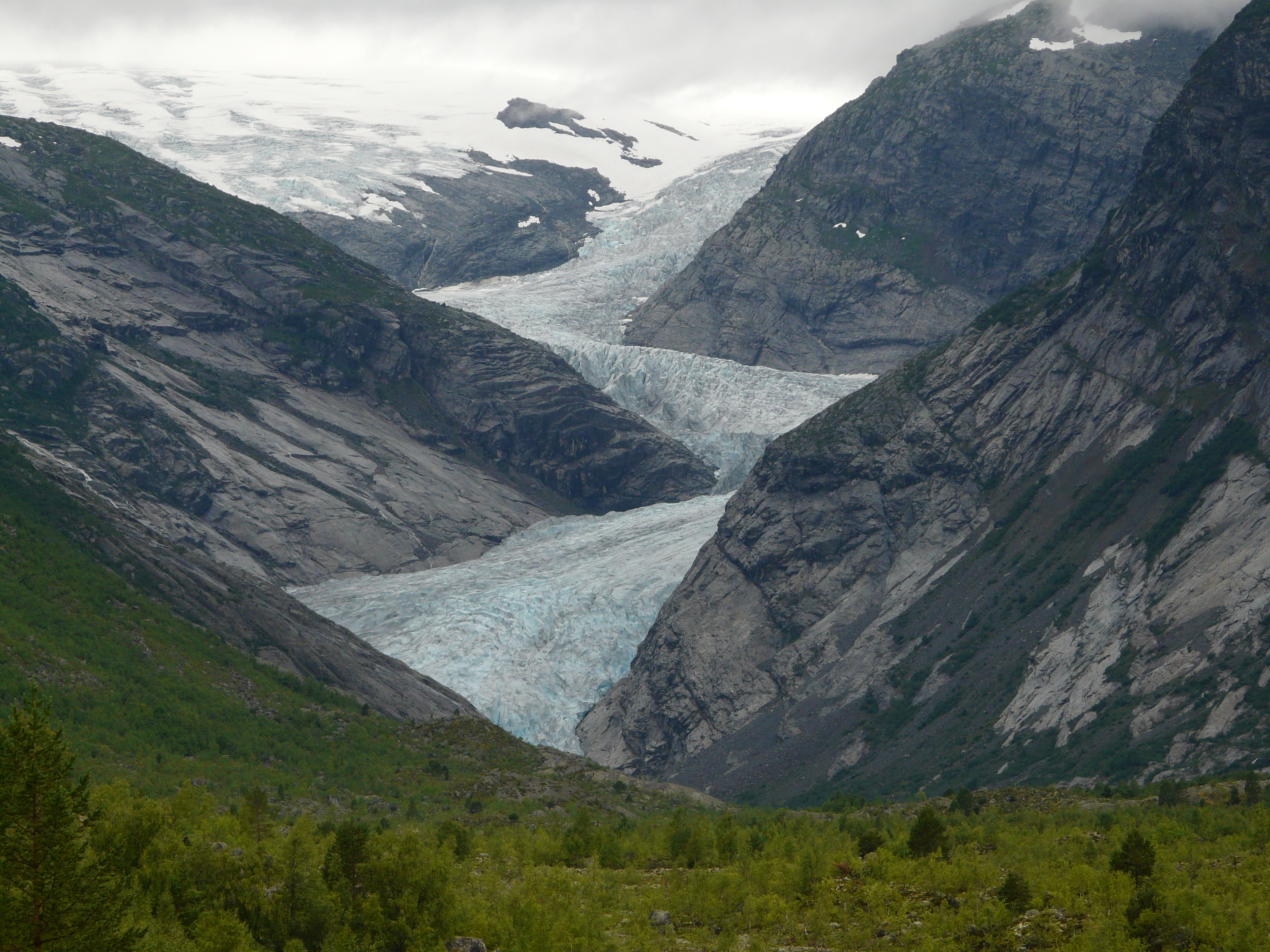
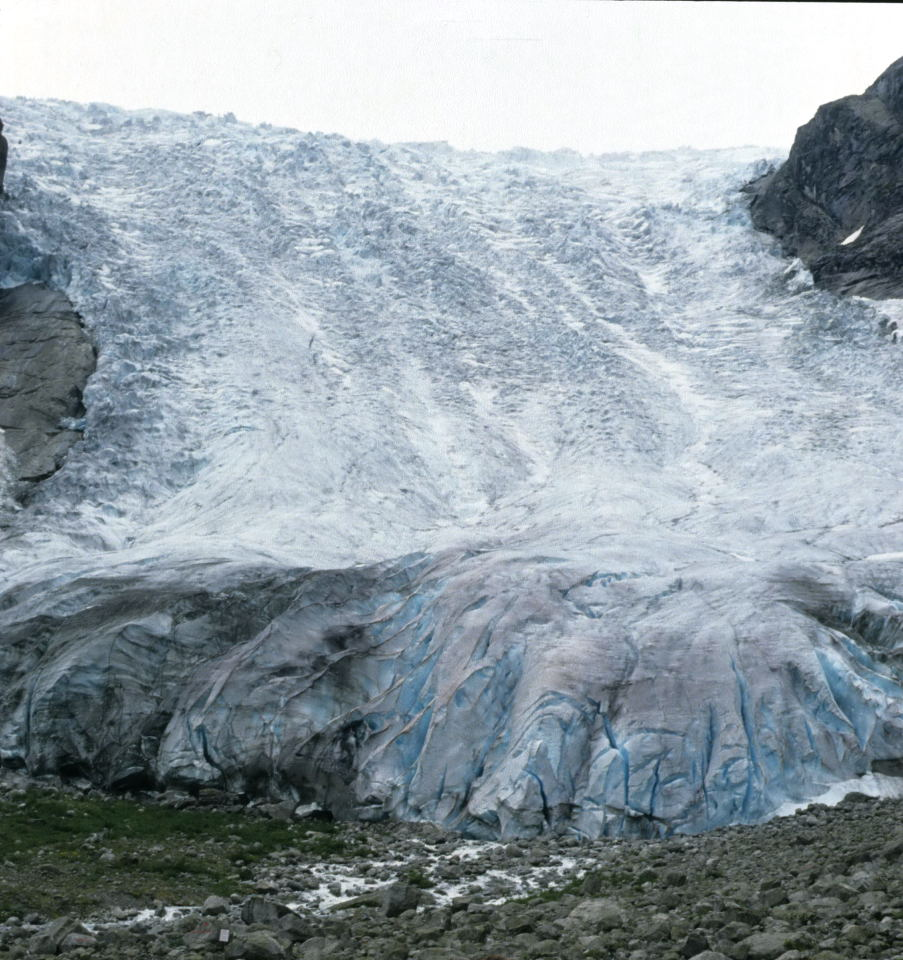
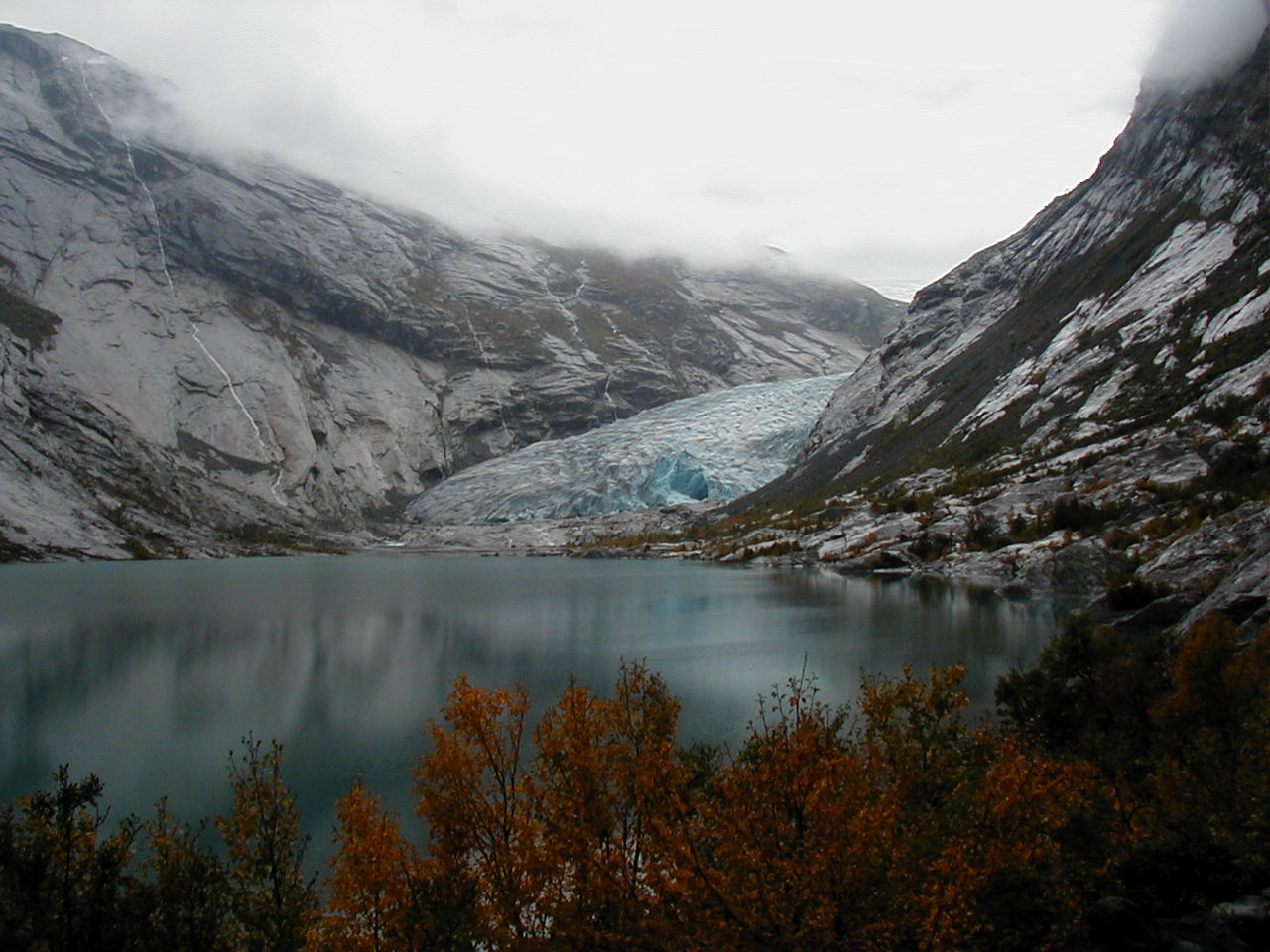